# Xoanon

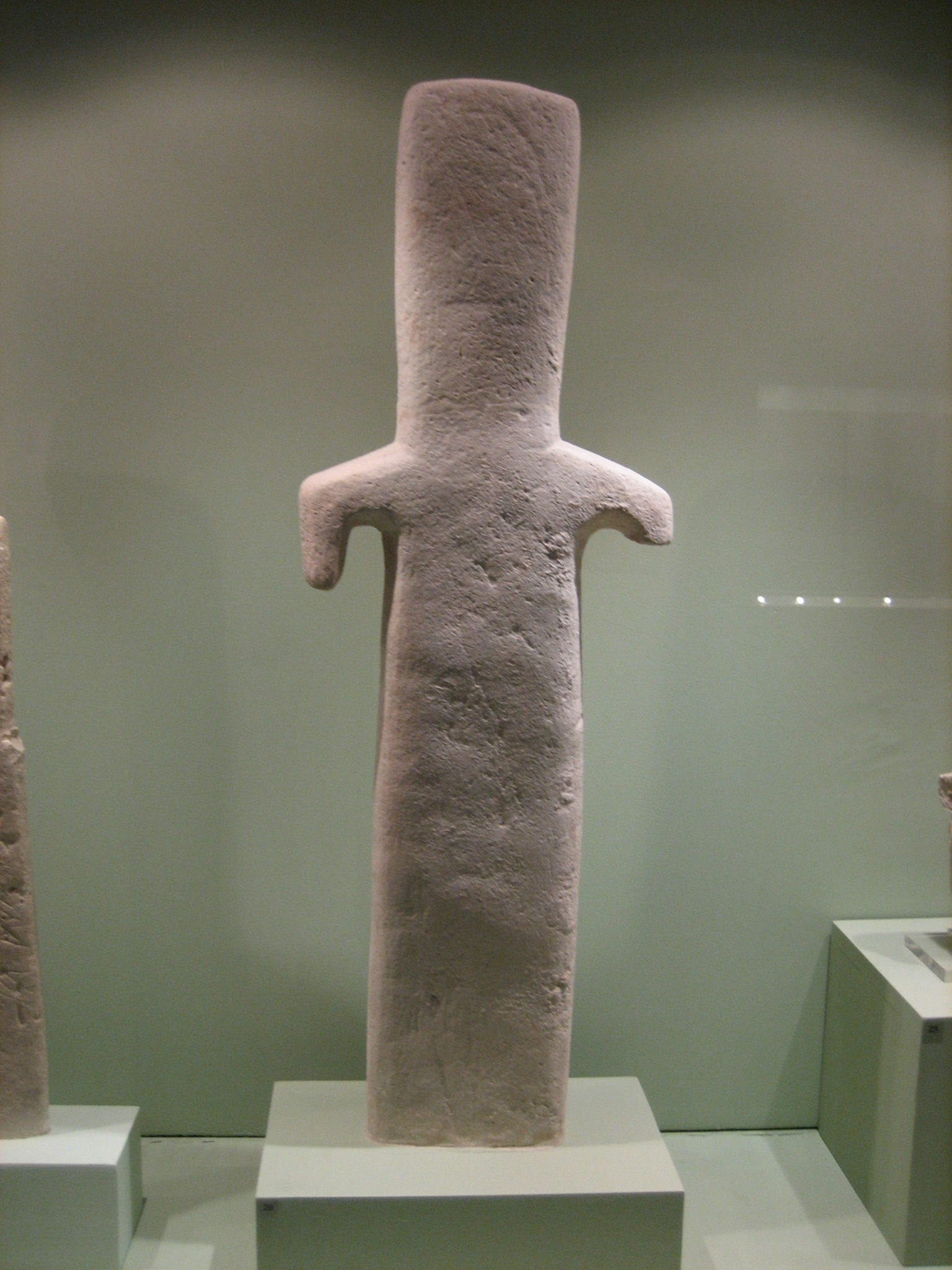
"Figura de tábua", Chipre, 1900-1800 a.C. (Museu de Arte Cicládica, Atenas).

Xoanon (em grego:  ξόανον; plural: ξόανα xoana) foi uma imagem de culto arcaica feita de madeira e usada na Grécia Antiga. Os gregos clássicos associaram tais objetos de culto, anicônico ou efígie, com o legendário Dédalo. Muitas dessas imagens de culto foram preservadas em épocas históricas, embora nenhuma delas tenha sobrevivido até os dias atuais, exceto onde sua imagem foi copiada em pedra ou mármore. No século II, Pausânias descreveu vários xoana em sua Descrição da Grécia, notavelmente a imagem de Hera em seu templo em Samos. "A estátua de Hera em Samos, como Aethilos diz, era uma viga de madeira no início, mas depois, no reinado de Procles, teve sua forma humanizada."